# Peter Fenson
Peter Thomas Fenson –conocido como Pete Fenson– (Bemidji, 29 de febrero de 1968) es un deportista estadounidense que compitió en curling.
Participó en los Juegos Olímpicos de Turín 2006, obteniendo una medalla de bronce en la prueba masculina. Ganó una medalla de bronce en el Campeonato Mundial de Curling Masculino de 1993.

## Palmarés internacional
| Juegos Olímpicos   | Juegos Olímpicos | Juegos Olímpicos  | Juegos Olímpicos |
| Año                | Lugar            | Medalla           | Prueba           |
| ------------------ | ---------------- | ----------------- | ---------------- |
| 2006               | Turín (Italia)   | Medalla de bronce | Equipo           |
| Campeonato Mundial |                  |                   |                  |
| Año                | Lugar            | Medalla           | Prueba           |
| 1993               | Ginebra (Suiza)  | Medalla de bronce | Equipo           |